# Cantó d'Alacant
El cantó d'Alacant va ser un cantó d'escassa durada en el context de la rebel·lió cantonal que va tindre lloc durant la Primera República Espanyola. Va ser creat el 20 de juliol com a resultat d'una expedició marítima del Cantó de Cartagena, però quan s'hi van marxar els cantonals murcians de tornada a Cartagena, les autoritats locals "centralistes" -que així anomenaven els insurgents als partidaris del govern de Madrid- van recuperar el control i van posar fi al cantó el 23 de juliol.

## Història
La primera expedició marítima del Cantó de Cartagena va tindre lloc el 20 de juliol de 1873 en una acció simultània del vaixell de paletes Fernando el Católico al comandament del general Juan Contreras cap a Mazarrón i Águilas a la costa murciana, i de la fragata blindada Vitoria al comandament de "Antonete" Gálvez cap a Alacant. En principi, les dues missions van tindre èxit, doncs Mazarrón i Águilas es van incorporar al "Cantó Murcià" i Gálvez va proclamar el cantó d'Alacant, amb la constitució d'una Junta de Salut Pública. No obstant això, tres dies després de la tornada de la Vitoria a Cartagena, les autoritats "centralistes" van recuperar el control d'Alacant i van posar fi al cantó. Gálvez va tornar en el Vigilante, que va ser requisat al port d'Alacant i va fer escala a Torrevella, on una comissió es va entrevistar amb ell per adherir-se al "Cantó Murcià" i deixar de pertànyer a la província d'Alacant. Malgrat això, quan el 23 de juliol el Vigilante estava a punt d'entrar a Cartagena, va ser interceptat per la fragata alemanya SMS Friedrich Carl i va fer ús del decret recentment aprovat pel govern de Nicolás Salmerón que declarava "pirates" a tots els vaixells que enarboraren la bandera roja cantonal, pel que podien ser capturats pels bucs de qualsevol país dins fins i tot de les aigües jurisdiccionals espanyoles. A més, el comodor R. Werner, comandant de la Friedrich Carl, exigia el lliurament de la fragata Vitoria perquè també havia enarborat la bandera roja. Finalment, la Junta de Cartagena va lliurar el Vigilant a Werner però no la Vitoria, que estava fora de perill al port.